# Наркун, Томаш
Томаш Наркун (пол. Tomasz Narkun; род. 3 декабря 1989, Старгард-Щециньски) — польский боец смешанного стиля, выступающий на профессиональном уровне начиная с 2009 года. Известен по участию в турнирах таких организаций как M-1 Global и KSW, является победителем чемпионата M-1 Selection в полутяжёлой весовой категории, был претендентом на титул чемпиона М-1 в полутяжёлом весе. Мастер бразильского джиу-джитсу, обладатель коричневого пояса.

## Биография
Томаш Наркун родился 3 декабря 1989 года в городе Старгард-Щециньски, Западно-Поморское воеводство. С юных лет занимался борьбой, осваивал бразильское джиу-джитсу, в частности, имеет коричневый пояс по БДД. В профессиональных боях по смешанным правилам дебютировал в 2009 году в Германии, победил своего соперника в первом же раунде с помощью рычага локтя. Уже в этот ранний период многие специалисты подмечали его талант, например, его партнёр по тренировкам Гегард Мусаси говорил, что Наркун «в тактическом и техническом смысле достиг очень высокого уровня» и «в будущем он станет чемпионом в полутяжёлом весе».
В 2010 году Наркун подписал контракт с крупной европейской организацией M-1 Global и принял участие в серии отборочных турниров M-1 Selection, проходивших в Западной и Восточной Европе. Последовательно разобрался со всеми тремя своими соперниками, проведя бои в Голландии, Финляндии и России. Став победителем отборочных соревнований, удостоился права побороться за вакантный титул чемпиона M-1 в полутяжёлой весовой категории — в декабре в титульном бою встретился с россиянином Вячеславом Василевским и потерпел первое в профессиональной карьере поражение, техническим нокаутом во втором раунде.
Несмотря на неудачу, Наркун продолжил выступать на турнирах M-1 Challenge. Так, в марте 2011 года с помощью удушающего приёма «треугольником» он победил Шамиля Тинагаджиева. Должен был драться на M-1 Challenge 28 бойцом из России Сапарбеком Сафаровым, но во время процедуры взвешивания между ними произошёл конфликт, они обменялись ударами, в результате чего Наркун отказался от боя, а Сафаров, спровоцировавший конфликт, был исключён из организации.
Впоследствии Наркун проводил бои в менее известных европейских промоушенах. Наиболее значимая его победа в этот период — победа над датчанином Симоном Карлсеном в ноябре 2013 года, досрочно посредством выполненного рычага локтя. Позже в 2014 году провёл два боя в популярном польском промоушене KSW, в первом рычагом коленного сустава победил бразильца Шарлеса Андраде, во втором раздельным решением судей проиграл хорвату Горану Рельичу.

## Статистика в профессиональном ММА
| Результат | Рекорд | Соперник                   | Способ                                    | Турнир                                     | Дата             | Раунд | Время | Место                | Примечание                           |
| --------- | ------ | -------------------------- | ----------------------------------------- | ------------------------------------------ | ---------------- | ----- | ----- | -------------------- | ------------------------------------ |
| Поражение | 18-5   | Ибрагим Чужигаев           | Решением (единогласным)                   | KSW 66 - Ziolkowski vs. Mankowski          | 15 января 2022   | 5     | 5:00  | Щецин, Польша        | Защита титула KSW в полутяжёлом весе |
| Поражение | 18-4   | Филип Де Фрайс             | Техническим нокаутом (удары)              | KSW 60                                     | 24 апреля 2021   | 2     | 3:37  | Лодзь, Польша        | Бой в тяжёлом весе                   |
| Победа    | 18-3   | Иван Эрслан                | Сабмишном (удушение сзади)                | KSW 56: Матерла - Солдич                   | 14 ноября 2020   | 2     | 0:51  | Варшава, Польша      |                                      |
| Победа    | 17-3   | Пржемыслав Мысяла          | Сабмишном (удушение гильотиной)           | KSW 50 Лондон                              | 14 сентября 2019 | 1     | 4:03  | Лондон, Англия       |                                      |
| Поражение | 16-3   | Филип Де Фрайс             | Решением (единогласным)                   | KSW 47 The X-Warriors                      | 23 марта 2019    | 5     | 5:00  | Лодзь, Польша        | Бой в тяжёлом весе                   |
| Победа    | 16-2   | Мамед Халидов              | Решением (единогласным)                   | KSW 46 Narkun vs. Khalidov 2               | 1 декабря 2018   | 3     | 5:00  | Гливице, Польша      |                                      |
| Победа    | 15-2   | Мамед Халидов              | Сабмишном (удушение треугольником)        | KSW 42 Khalidov vs. Narkun                 | 3 марта 2018     | 3     | 1:18  | Лодзь, Польша        |                                      |
| Победа    | 14-2   | Марчин Вожчик              | Сабмишном (удушение треугольником)        | KSW 39 Colosseum                           | 27 мая 2017      | 1     | 4:59  | Варшава, Польша      |                                      |
| Победа    | 13-2   | Сокуджу                    | TKO (удары)                               | KSW 36: Materla vs. Palhares               | 1 октября 2016   | 1     | 4:38  | Зелёна-Гура, Польша  |                                      |
| Победа    | 12-2   | Кассио Барбоза де Оливейра | TKO (удары)                               | KSW 34: New Order                          | 5 марта 2016     | 1     | 1:46  | Варшава, Польша      |                                      |
| Победа    | 11-2   | Горан Рельич               | KO (удары)                                | KSW 32: Road to Wembley                    | 31 октября 2015  | 1     | 1:55  | Лондон, Англия       |                                      |
| Победа    | 10-2   | Карол Целиньский           | Удушение сзади                            | KSW 31: Materla vs. Drwal                  | 23 мая 2015      | 1     | 2:17  | Гданьск, Польша      |                                      |
| Поражение | 9-2    | Горан Рельич               | Раздельное решение судей                  | KSW 29: Reload                             | 6 декабря 2014   | 3     | 5:00  | Краков, Польша       |                                      |
| Победа    | 9-1    | Шарлес Андраде             | Рычаг колена                              | KSW 27: Cage time                          | 17 мая 2014      | 1     | 1:02  | Гданьск, Польша      |                                      |
| Победа    | 8-1    | Симон Карлсен              | Рычаг локтя                               | European MMA 7                             | 7 ноября 2013    | 2     | 3:07  | Орхус, Дания         |                                      |
| Победа    | 7-1    | Михал Гутовский            | Удушение сзади                            | Extreme Cage 5                             | 17 мая 2013      | 2     | 3:30  | Торунь, Польша       |                                      |
| Победа    | 6-1    | Рафал Завидский            | Удушающий приём «гильотина»               | Extreme Cage 5                             | 18 апреля 2013   | 1     | 3:45  | Варшава, Польша      |                                      |
| Победа    | 5-1    | Шамиль Тинагаджиев         | Удушающий приём «треугольник»             | M-1 Challenge 23                           | 5 марта 2011     | 1     | 3:33  | Москва, Россия       |                                      |
| Поражение | 4-1    | Вячеслав Василевский       | Технический нокаут (отказ от продолжения) | M-1 Challenge 22 (титульный бой)           | 10 декабря 2010  | 2     | 2:20  | Москва, Россия       |                                      |
| Победа    | 4-0    | Давид Ткешелашвили         | Удушение сзади                            | M-1 Selection 2010. Eastern Europe Finals  | 22 июля 2010     | 1     | 1:50  | Москва, Россия       |                                      |
| Победа    | 3-0    | Тимо Карттунен             | Рычаг локтя «треугольником»               | M-1 Selection 2010. Western Europe Round 3 | 29 мая 2010      | 1     | 0:49  | Хельсинки, Финляндия |                                      |
| Победа    | 2-0    | Олутоби Аёдейи             | Удушение сзади                            | M-1 Selection 2010. Western Europe Round 2 | 27 марта 2010    | 1     | 0:52  | Весп, Нидерланды     |                                      |
| Победа    | 1-0    | Даниэль Бискупик           | Рычаг локтя                               | Fight Club Berlin 14                       | 15 ноября 2009   | 1     | 0:0   | Берлин, Германия     |                                      |